# Lars Bryntesson
Lars Christer Bryntesson, född 10 juni 1960 i Gustav Adolfs församling i Borås, är en svensk socialdemokratisk politiker i Sigtuna kommun norr om Stockholm. Den 1 januari 2013 blev han kommunstyrelsens ordförande och kommunalråd då han efterträdde Anders Johansson. Han lämnade detta uppdrag i januari 2016 och återgick till att arbeta som tjänsteman i regeringskansliet. För närvarande upprätthåller han en tjänst som departementsråd i Finansdepartementet.
Mellan 2002 och 2006 var han kommunalråd och kommunstyrelsens ordförande i Värmdö kommun. Mellan 2006 och 2012 var han oppositionsråd.
Lars Bryntesson var ordförande i SECO, Sveriges Elevers Centralorganisation mellan 1979 och 1982. Han var ledamot av Värnpliktsrådet 1983-84. I sin yrkeskarriär utanför politiken har han bland annat  varit tjänsteman i regeringskansliet i olika departement.
Han är (2010) ledamot av socialdemokraternas distriktsstyrelse i Stockholms län och ordförande i styrelsen för Svenska Gymnastikförbundets folkhögskola Lillsved på Värmdö.